# Brush Creek Township (Missouri)
Pour les articles homonymes, voir Brush Creek Township.
Brush Creek Township est un ancien township du comté de Gasconade dans le Missouri, aux États-Unis,.
Le township est fondé en 1858 et baptisé en référence à la rivière Brush Creek (en), un affluent de la Bourbeuse.

## Source de la traduction
- (en) Cet article est partiellement ou en totalité issu de l’article de Wikipédia en anglais intitulé « Brush Creek Township, Gasconade County, Missouri » (voir la liste des auteurs).